# 涅魯薩河

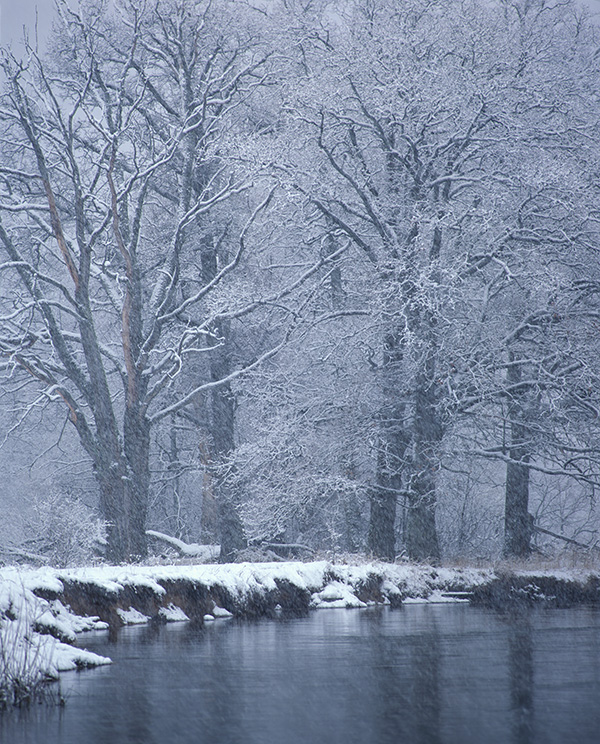

涅魯薩河是俄羅斯的河流，由布良斯克州和奧廖爾州負責管轄，屬於傑斯納河的左支流，河道全長161公里，流域面積約5,630平方公里，發源自中俄羅斯高地。